# Eugenia sigillata
Eugenia sigillata är en myrtenväxtart som beskrevs av Mcvaugh. Eugenia sigillata ingår i släktet Eugenia och familjen myrtenväxter.
Artens utbredningsområde är Guyana. Inga underarter finns listade i Catalogue of Life.